# Feni
Feni este un oraș din Bangladesh.
Are o suprafață de 27,2 km².